# The River (Worship Sessions Volume 4)
The River (Worship Sessions Volume 4) è il tredicesimo album in studio del cantautore statunitense Neal Morse, pubblicato il 7 marzo 2009 dalla Radiant Records.

## Tracce
Testi e musiche di Neal Morse, eccetto dove indicato.
1. Glory to Glory – 4:02
2. The River – 5:38 (Brian Doerksen)
3. Serve You in the Fire – 5:15
4. I Exalt Thee – 5:22
5. Life – 5:02 (Peter James)
6. Holy Is Our God – 3:00
7. Jesus Knows – 4:56
8. You Are Good – 3:49
9. He Came For Me – 4:57
10. I Fall on You – 3:14
11. Only Love Remains – 4:02 (JJ Heller)
12. Go Light Your World – 4:47 (Chris Rice)
13. Let There Be Singing – 4:20
14. Hallelujah (For God So Loved the World) – 3:37 (Alex Atlas)

## Formazione
Musicisti
- Neal Morse – tastiera, chitarra, basso, voce, cori, voce principale (tracce 2 e 5)
- Scott Williamson – batteria
- April Zachary – cori
- Julie Harrison – cori, voce principale (tracce 2, 5 e 11)
- Stacie Funk – cori
- Mark Leniger – sassofono (traccia 4)
- Will Morse – voce principale (traccia 12)
- Jayda Morse – voce principale (traccia 12)

Produzione
- Neal Morse – produzione
- Jerry Guidroz – ingegneria del suono